# Agamyxis
Agamyxis ist eine Fischgattung aus der Familie der Dornwelse (Doradidae). Die Gattung enthält zwei recht ähnliche Arten, den aus der Aquaristik bekannten Kammdornwels (Agamyxis pectinifrons (Cope, 1870)) und Agamyxis albomaculatus (Peters, 1877). Agamyxis albomaculatus ist im Orinocobecken in Venezuela verbreitet, während Agamyxis pectinifrons das Amazonasbecken bewohnt.

## Merkmale
Beide Arten erreichen eine Körpergröße von etwa 15 cm. Charakteristisch ist der gedrungene, rundliche Körper, der breite, leicht abgeflachte Kopf und ein relativ kurzer, oben und unten mit Knochenplatten gepanzerter Schwanzstiel. Die Schwanzflosse ist leicht abgerundet, die kurze Rückenflosse hoch und dreieckig. Ihr Stachelstrahl ist an seiner Vorderkante und an den Seiten gezähnt. Die Fettflosse ist kürzer als die Afterflosse.  Die Knochenplatten auf dem Schwanzstiel unterscheiden Agamyxis von der nah verwandten Gattung  Acanthodoras.